# Kumanasamuha sundara
Kumanasamuha sundara är en svampart som beskrevs av P.Rag. Rao & D. Rao 1964. Kumanasamuha sundara ingår i släktet Kumanasamuha, divisionen sporsäcksvampar och riket svampar.   Inga underarter finns listade i Catalogue of Life.